# Воцлави
Воцлави (пол. Wocławy, нім. Wotzlaff an der Mottlau) — село в Польщі, у гміні Цедри-Великі Ґданського повіту Поморського воєводства.
Населення — 360 осіб (2011).

## Демографія
Демографічна структура станом на 31 березня 2011 року:
|          | Загалом | Допрацездатний вік | Працездатний вік | Постпрацездатний вік |
| -------- | ------- | ------------------ | ---------------- | -------------------- |
| Чоловіки | 173     | 36                 | 125              | 12                   |
| Жінки    | 187     | 47                 | 112              | 28                   |
| Разом    | 360     | 83                 | 237              | 40                   |